# Suore della carità di New York
Le Suore della Carità di New York (in inglese Sisters of Charity of New York) sono un istituto religioso femminile di diritto diocesano: i membri di questa congregazione pospongono al loro nome la sigla S.C.

## Storia
La congregazione deriva dalle Suore della Carità di Emmitsburg, fondate nel 1809 da Elizabeth Ann Bayley Seton (1774-1821): nel 1817 il vescovo di New York John Connolly chiese a madre Seton di inviare nella sua città tre suore per dirigere l'orfanotrofio di St. Patrick. Le suore crebbero rapidamente di numero e assunsero la direzione delle scuole parrocchiali di New York.
Nel 1847, a causa di alcuni contrasti tra i vescovi di New York John Joseph Hughes e il superiore delle suore di Emmitsburg Louis Regis Deluol, le case di New York vennero separate dalla congregazione originaria e vennero poste sotto la giurisdizione dell'ordinario locale: come prima superiora generale venne scelta Elizabeth Boyle (1788-1861), già collaboratrice della Bayley Seton.
Dalle Suore della Carità di New York hanno avuto origine le Suore di Carità di Sant'Elisabetta di Newark e le Suore di Carità di San Vincenzo de' Paoli di Halifax.
Il film del 2008 Il dubbio è ambientato in una scuola diretta da suore di questa congregazione.

## Attività e diffusione
Le Suore della Carità di New York si dedicano prevalentemente all'istruzione ed educazione cristiana della gioventù, dirigono ospedali e case di riposo per anziani, assistono i senzatetto: il loro apostolato si rivolge anche alle popolazioni indigene dell'America centro-meridionale.
Sono presenti in alcuni stati americani (Connecticut, New York, Pennsylvania, Rhode Island), alle Bahamas, in Cile e in Guatemala: la sede generalizia, originariamente sita in McGown's Pass (area oggi all'interno di Central Park), nel 1859 venne trasferita sull'Hudson, a Mount Saint Vincent (Riverdale).
Nel 1974 l'istituto contava 1.040 religiose in 106 case.